# Avenida Cristóbal Colón (Santiago)
La avenida Cristóbal Colón es una extensa y amplia vía vehicular, que atraviesa en casi su totalidad la comuna de Las Condes, en la ciudad de Santiago de Chile.
Se inicia en los faldeos cordilleranos de los Andes, en la intersección con Avenida Paul Harris, y se desplaza en su extensión en dirección este-oeste. Tiene una extensión de más de 6 kilómetros, y termina en su cruce con la Avenida Tobalaba, límite con la comuna de Providencia, donde cambia de nombre y se convierte en la Avenida Eliodoro Yáñez. Su nombre recuerda al navegante genovés Cristóbal Colón.
En su intersección con Avenida Tobalaba se encuentra la estación del metro de Santiago Cristóbal Colón de la línea 4.
Entre 1934 y 1942 circuló por la avenida una línea de tranvías a gasolina, denominada Ferrocarril Avenida Cristóbal Colón, que iniciaba su recorrido en la avenida Providencia.
En julio de 2014, un grupo de especialistas en transporte y urbanismo (incluido el exministro Pedro Pablo Errázuriz) propuso una nueva línea para el Metro de Santiago por el eje Colón, que fuera desde la estación Tobalaba (Tobalaba con Providencia) hasta la rotonda Atenas.